# La chúcara
La Chúcara est une telenovela chilienne diffusée entre le 1er décembre 2014 et le 26 août 2015 sur TVN.

## Acteurs et personnages
- Antonia Santa María : Laura Andrea Muñoz Cubillos
- Felipe Braun : Vicente Correa Gumucio
- Bárbara Ruiz-Tagle : Gracia Montero Soler / Piedad Montero Soler
- Eduardo Paxeco : Agustín Lara
- Mariana Derderian : Luciana Cavalli
- Íñigo Urrutia : Juan Cristóbal Cañas
- Alejandra Vega : Magdalena "Amar-galena" Andrade
- Carmina Riego : Carmen Cubillos
- Josefina Velasco : Adriana del Soler
- Juan Pablo Miranda : Orlando "Negro" Opazo
- Carolina Paulsen : Rebeca López
- Pablo Casals : León Antonio Muñoz Cubillos
- Nicole Espinoza : Carolina "Carito" Jiménez
- Luna Martinez : Roberta Correa Montero
- Matías Torres : Francisco "Panchito" Correa Montero
- Daniel de la Vega : Alejandro "Alejo" Yañez
- Andrés Arriola : Esteban Gutiérrez

## Diffusion
- TVN
- TV Chile

## Versions
- Vino el amor (Televisa, 2016-2017)